# Mau Cristiani
Maurizio Cristiani (Milano, 30 settembre 1952) è un cantante italiano.

## Biografia
Figlio di un dipendente del comune di Milano partecipa a numerosi concorsi per debuttanti, tra cui il Festival del Filo d'Oro, in cui si mette in luce.
Inizia ad incidere per la Miura, con cui pubblica i primi 45 giri partecipando anche ad alcuni programmi televisivi (tra cui Settevoci, condotto da Pippo Baudo); nel 1969 partecipa alla Mostra Internazionale di Musica Leggera con Le tue lettere, canzone scritta tra gli altri da due componenti del gruppo I Romans, Ignazio Polizzy Carbonelli e Claudio Natili.
Passa poi al Clan Celentano, con cui partecipa al Festival di Sanremo 1971 con Occhi bianchi e neri, scritta da Eros Sciorilli, Alberto Testa e Miki Del Prete, in abbinamento con Pio.
Entra poi nel complesso degli Albatros, con cui continuerà la carriera musicale, partecipando altre due volte al festival di Sanremo. Dopo lo scioglimento del gruppo, si ritira dall'attività musicale.

## Discografia

### Singoli
- 1969 – Le tue lettere/Un fiore che parla
- 1970 - Né di maggio né di giugno/Credi, credi
- 1971 – Occhi bianchi e neri/Voglio regalarti questo disco
- 1972 – Cento donne e poi Maria/Un sogno
- 1972 – La prima e l'ultima volta/Sei tu

### Apparizioni
- 1971 – AA.VV. – Con me nel Clan (presente con il brano Cento donne e poi Maria)